# 薩勒麼幸
薩勒麼幸（卑南語：Saremesim），是台灣卑南族神話中的一名女性，為第一個開始種植並使用小米的族人，同時也是開創猴祭的祖先之一。

## 身世
薩勒麼幸是竹生始祖巴辜馬賴（Pagumalay）夫妻的玄孫女，知本部落的守護神巴薩卡拉與魯阿撒耀的母親德呢勞（Dengeraw）是她的姊姊卡莉卡莉（Kalikali）的女兒，而她跟一名叫馬拉利（Malali）的人結婚，並且育有一對姐弟。

## 神話

### 孩子化鳥
過去薩勒麼幸在丈夫出去打獵的時候，因為偷懶和在外偷情、疏於照顧自己的一對兒女，導致他們孩子們在飢餓過度和思念父親之下分別變成嘎蓋鳥（gagay，鳶的一種）和Tekwir鳥飛走，也影響了卑南族部分部落傳統生活上在割完作物並開始狩獵時要絕食七天的習俗。

### 死而復生
在兩個孩子化為鳥後，薩勒麼幸不久後又懷孕了，而懷孕期間她一直要丈夫採橘子給自己吃，幾乎要把整棵樹的橘子給吃光，也無法耕作，馬拉利最後因為對她的要求感到不耐煩而把她綁在樹幹上自行離去，薩勒麼幸就這麼死了，但她腹內的胎兒卻平安出生，以喝露水維生，發現情況的馬拉利便把女兒帶回家扶養。
在女兒長大成為少女後，從馬拉利那得知了母親的事情，因此來到薩勒麼幸死於的橘子樹下，此時她已經只剩散落的白骨，少女一邊哭著、一邊把母親的白骨重新組起來，並且先後祈禱著能讓薩勒麼幸再度長出血肉、開口說話和走路等，而這些祈禱也一一實現，薩勒麼幸最終終於復活，並且跟著女兒回家，將其取名為瑟訥訥（Sernegneg）。

### 種植小米
後來某一天，薩勒麼幸要瑟訥訥前往kanmaidang山（都蘭山對面的山）的山頂跟住在那裡的Merberebu（兄）和Merberes（弟）兩兄弟索取稻米和小米的種子，而瑟訥訥實際造訪之後，兄弟倆表示自己沒有要她稍等，而自己前往深山拜訪Bunulingayu（兄）和BuLingaw（弟）兩兄弟尋求作物種子，但他們也沒有，因此又讓來訪的兩位等候、自行前往iseLeg（大海東方的地名）請示Rewadwad（兄）和Rebanban（弟）兩兄弟，終於成功拿到稻米和小米的種子，並且依序交到Bunulingayu兄弟、Merberebu兄弟以及瑟訥訥手中，最後交給了薩勒麼幸。
拿到種子的薩勒麼幸便立即開拓一小片耕地、種下稻米和小米，並且在收成後進行了感謝祈禱儀式（將兩顆檳榔縱向剖開，裝入七個琉璃珠，然後把檳榔放在耕地裡並頭朝kanmaiDang 的中央，剩下的稻粟根則堆成六等分的雪花狀，並且唸誦相關的祈禱與感謝詞），這是卑南族種稻米和小米的起源（以前都是種芋頭），也是收穫祭的開始。

### 創建猴祭
後來在第一次稻米收成後，薩勒麼幸、馬拉利和其他部落裡的族人決定蓋兩間新的少年會所（Takuban），按照原本的習俗，建造新的會所需要殺兩個守衛，但因為當時山上很多猴子，因此他們決定以後改殺猴子，成為猴祭的起源。